# 白眉地鸫
白眉地鸫（学名：Geokichla sibirica）为鶲科地鸫属的鸟类，俗名白眉麦鸡、西伯利亚地鸫、地穿草鸫、阿南鸡。牠們在西伯利亞的針葉林中繁殖。這種鳥類強烈遷徙，冬季大多遷往東南亞。牠們極少出現在西歐，屬於非常罕見的迷鳥，且非常隱密。

## 分類
屬名Geokichla源自古希臘語geo-，意為「地面-」，以及kikhle，意為「鶇」。其種小名sibirica則為拉丁語的「西伯利亞」。

## 亚种
- 白眉地鸫华南亚种（学名：Geokichla sibirica davisoni）。分布于日本、越南、缅甸、马来西亚、印度尼西亚以及中国大陆的江苏、福建、贵州、广西等地。该物种的模式产地在Mt.Mooleyit,Tenasserim。[4]
- 白眉地鸫指名亚种（学名：Geokichla sibirica sibirica）。分布于西伯利亚、蒙古、朝鲜、日本、泰国、柬埔寨、印度、马来西亚、印度尼西亚以及中国大陆的黑龙江、吉林、辽宁、内蒙古、甘肃、陕西、北京、河北、河南、山东、江苏、贵州、四川、湖南、福建、广东、广西、海南等地。该物种的模式产地在西伯利亚的达乌尔地区。[5]

## 描述
白眉地鶇的體型與歐歌鶇相似。牠們是雜食性動物，食用多種昆蟲、蚯蚓及漿果。
雄性白眉地鶇的上下體呈深藍灰色，眼上方有一道白色條紋。下腹及體側為白色。雌鳥則偏褐色，眼上方有一條淺黃色條紋。
飛行時，兩性皆有明顯的識別特徵，即白色翼下覆羽上的黑色條紋，這一特徵與虎鶇相同。

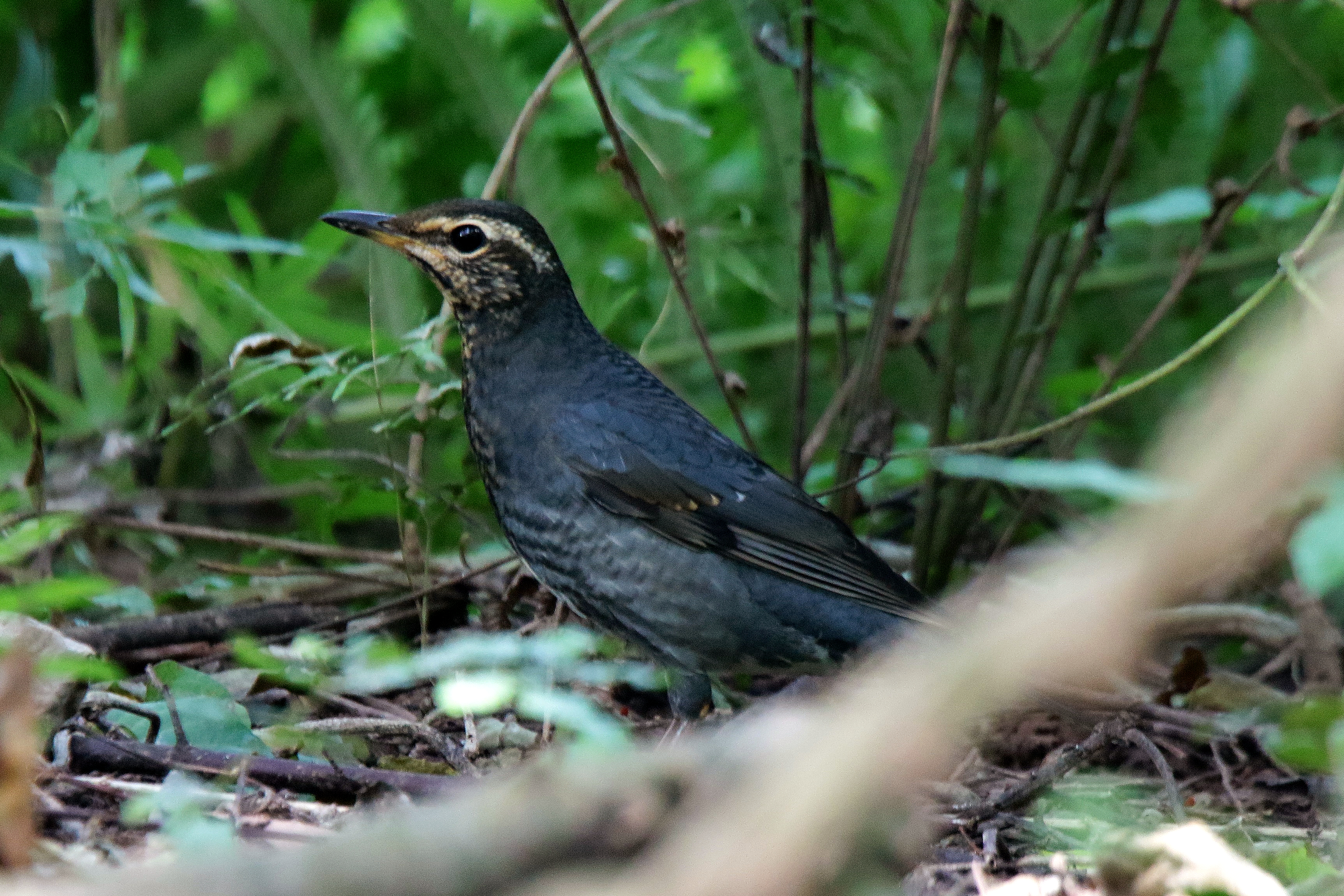
白眉地鶇 雄鳥 越南

## 分布與棲地
分布于西伯利亚、蒙古、朝鲜、日本、越南、泰国、老挝、柬埔寨、印度、马来西亚、印度尼西亚以及中国大陆的黑龙江、吉林、辽宁、内蒙古、甘肃、陕西、北京、河北、河南、山东、湖北、江苏、贵州、四川、云南福建、广东、广西、海南等地，常见于混交林和针叶林、迁徙期间常在林缘、道旁两侧次生林、甚至村庄附近的丛林活动以及通常在针叶林和混交林中下木发达的沟谷地方繁殖。该物种的模式产地在西伯利亚的达乌尔地区。

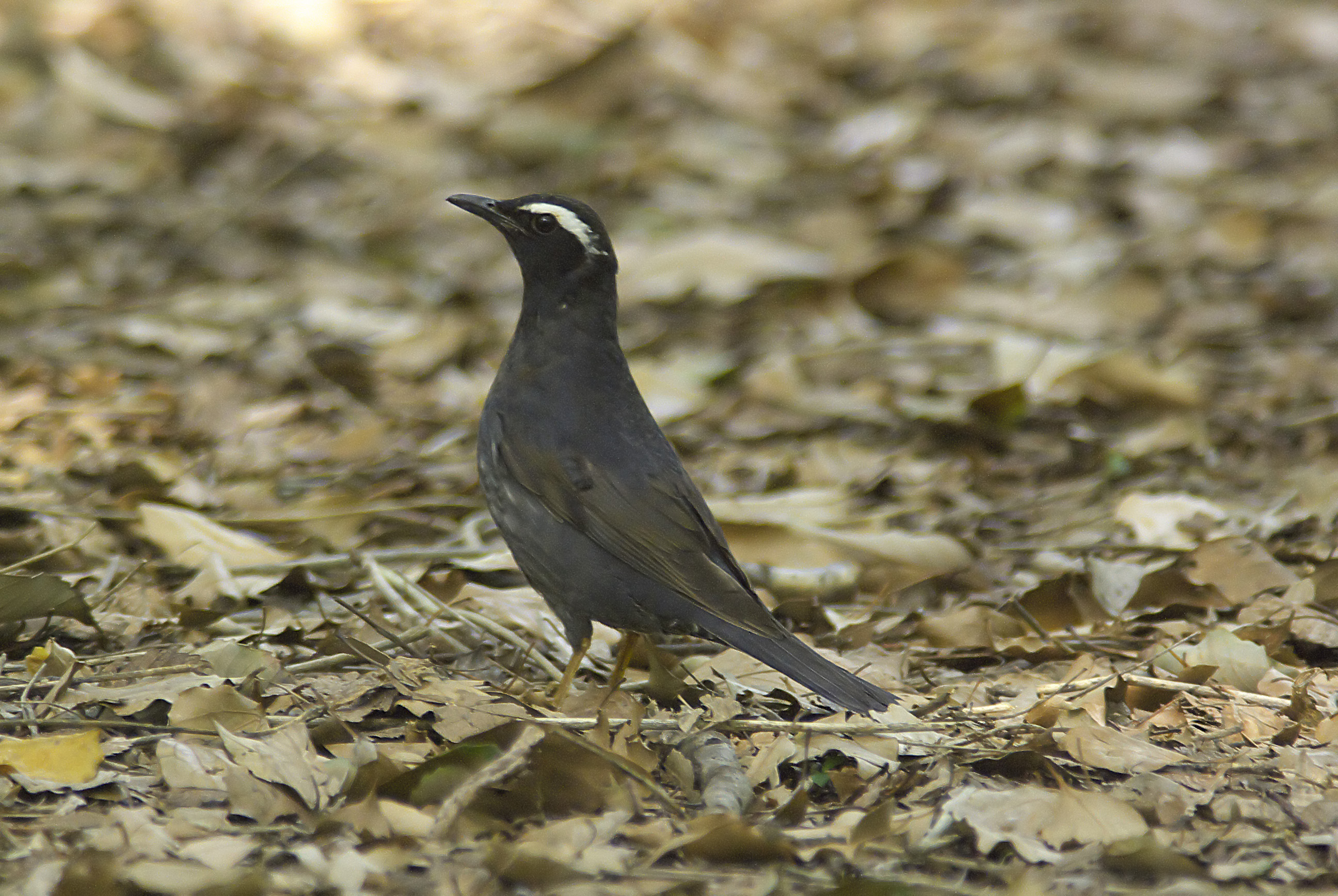

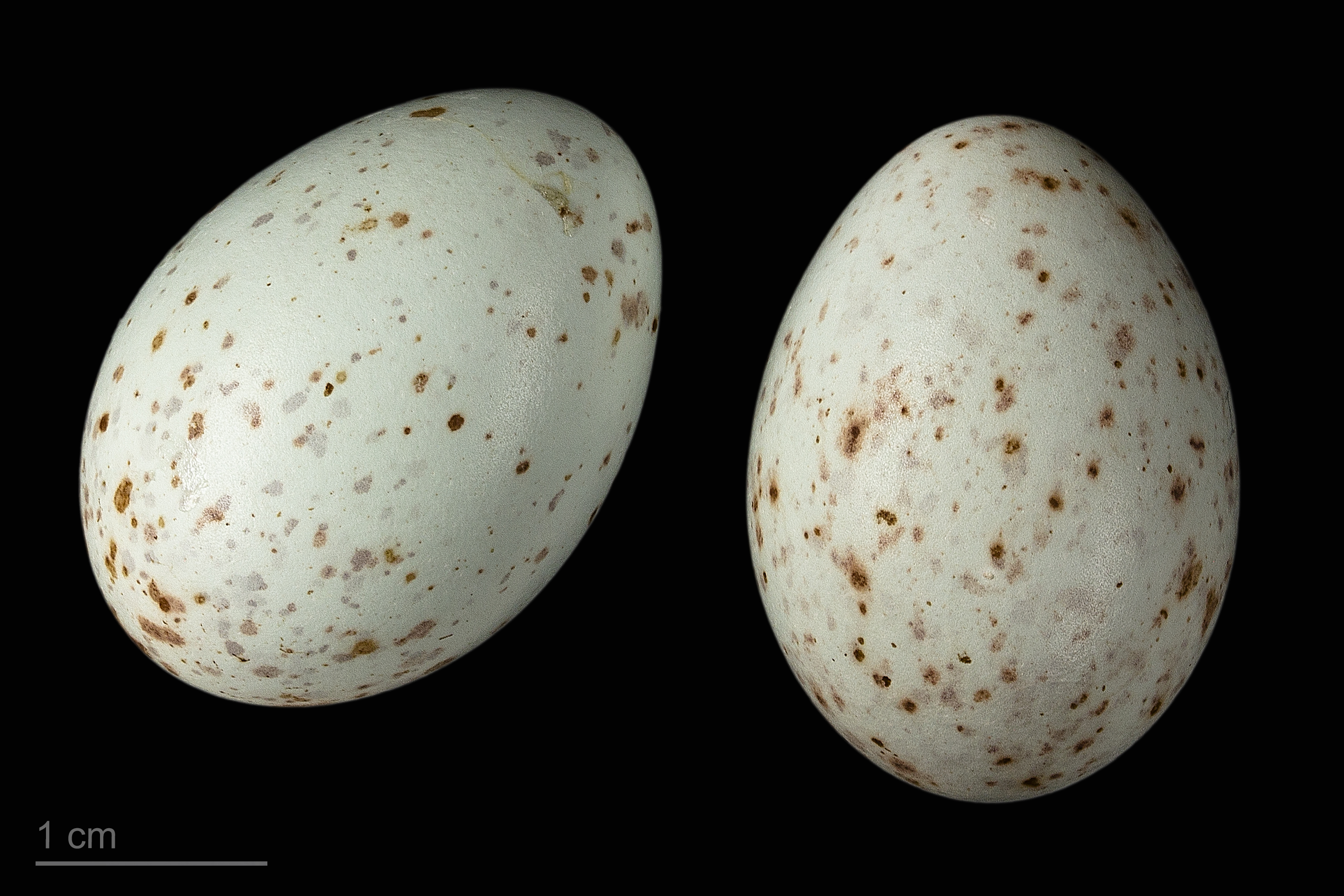
卵 Geokichla sibirica davisoni